# Pedro Dean
Pedro Rosales Dean (ur. 21 lutego 1930 w Calbayog) – filipiński duchowny rzymskokatolicki, w latach 1985-2006 arcybiskup Palo.

## Życiorys
Święcenia kapłańskie przyjął 30 listopada 1956. 12 grudnia 1977 został prekonizowany biskupem pomocniczym Davao ze stolicą tytularną Thuccabora. Sakrę biskupią otrzymał 25 stycznia 1978. 23 lipca 1980 został mianowany prałatem terytorialnym Tagum, 11 października stając się biskupem diecezjalnym. 12 października 1985 został mianowany arcybiskupem Palo. 18 marca 2006 przeszedł na emeryturę.